# Ibuki Kido
Ibuki Kido (* 14. November 1997 in Aomori, Präfektur Aomori) ist eine japanische Synchronsprecherin.

## Biographie
Kido wurde in Aomori geboren und besuchte von 2003 bis 2008 die Aomori Shiritsu Shinjo Elementary School. Danach zog sie mit ihrer Familie nach Hisoraki und absolvierte ein Abitur sowie ein Studium in Geisteswissenschaft an der Universität Hirosaki. Um sich etwas Geld für das Studium dazu zu verdienen, arbeitete sie nebenbei als Sprecherin und Sängerin, trug Zeitungen aus und verkaufte Schmuck.
Seit 2014 ist Kido auch als Sängerin bei dem Plattenlabel Lantis unter Vertrag und spricht für Werbespots.

## Sprechrollen
- 2013: Golden Time (Light Novel) als Chinami Oka
- 2013: Yahari Ore no Seishun Love Come wa Machigatteiru. als Yuka
- 2013: Ore no Imōto ga Konna ni Kawaii Wake ga Nai als Ria Hagry

## Diskographie

### Singles
| Jahr | Titel              |
| ---- | ------------------ |
| 2015 | Colorful Story     |
| 2016 | Shining Sky        |
| 2016 | DREAM FLIGHT       |
| 2017 | Egao de Thank You! |